# Albert Camus
Pour les articles homonymes, voir Camus.
Albert Camus, né le 7 novembre 1913 à Mondovi dans le département de Constantine (aujourd'hui Dréan dans la wilaya d'El Tarf), en Algérie pendant la période coloniale française, et mort par accident le 4 janvier 1960 à Villeblevin en France, est un philosophe, écrivain, journaliste militant, romancier, dramaturge, essayiste et nouvelliste français, lauréat du prix Nobel de littérature en 1957.
Né sur la côte orientale de l'Algérie, à proximité de Bône (aujourd'hui Annaba), de parents pieds-noirs, Camus passe son enfance dans les quartiers pauvres et populaires. Grâce à son instituteur Louis Germain, il est reçu au Grand Lycée d’Alger et entre par la suite en hypokhâgne à l'université, où Jean Grenier est son professeur de philosophie. Mais sa santé — dégradée par la tuberculose — ne lui permet pas d'accéder à une carrière universitaire. Après des débuts journalistiques et littéraires et la publication de deux de ses plus grandes œuvres : L'Étranger et Le Mythe de Sisyphe, il s'engage dans la Résistance française lors de l'Occupation, où il devient, fin 1943, rédacteur en chef du journal Combat.
Son œuvre comprend des pièces de théâtre, des romans, des nouvelles, des films, des poèmes et des essais dans lesquels il développe un humanisme sceptique et lucide fondé sur la prise de conscience de l'absurde, de la condition humaine et de la révolte, qui conduit à l'action, à la justice, et qui donne un sens au monde et à l'existence ; l'œuvre de Camus a par conséquent contribué à la montée de la philosophie de l'absurde. Rattaché à l'existentialisme, dans le sens où « l'absurde camusien » est aussi une réponse au nihilisme, l'écrivain a toujours refusé d'être étiqueté à ce courant.
Internationaliste réformiste, moraliste, abolitionniste et proche des courants libertaires, il prend notamment position sur la question de l'indépendance de l'Algérie et ses rapports avec le Parti communiste algérien, qu'il quitte après un court passage de deux ans. Il proteste également contre les inégalités et la misère qui frappent les indigènes d'Afrique du Nord tout comme il dénonce la caricature du pied-noir exploiteur, tout en prenant la défense des Espagnols exilés antifascistes, des victimes du stalinisme ou encore des objecteurs de conscience. En marge des courants philosophiques, Camus est d'abord « témoin de son temps et ne cesse de lutter contre les idéologies et les abstractions qui détournent de l'humain ». Il est ainsi amené à s'opposer aussi bien au libéralisme qu’à l'existentialisme et au marxisme. Lors de la sortie de L'Homme révolté en 1951, sa critique de la légitimation de la violence et son antisoviétisme lui valent les anathèmes des intellectuels communistes, ainsi que sa rupture avec Jean-Paul Sartre.
En janvier 1960, victime d'un accident de voiture brutal alors qu'il se rendait à Paris avec Janine, Anne et Michel Gallimard, il meurt sur le coup, à 46 ans, et laisse derrière lui une partie inachevée de son œuvre.

## Biographie

### Enfance et famille

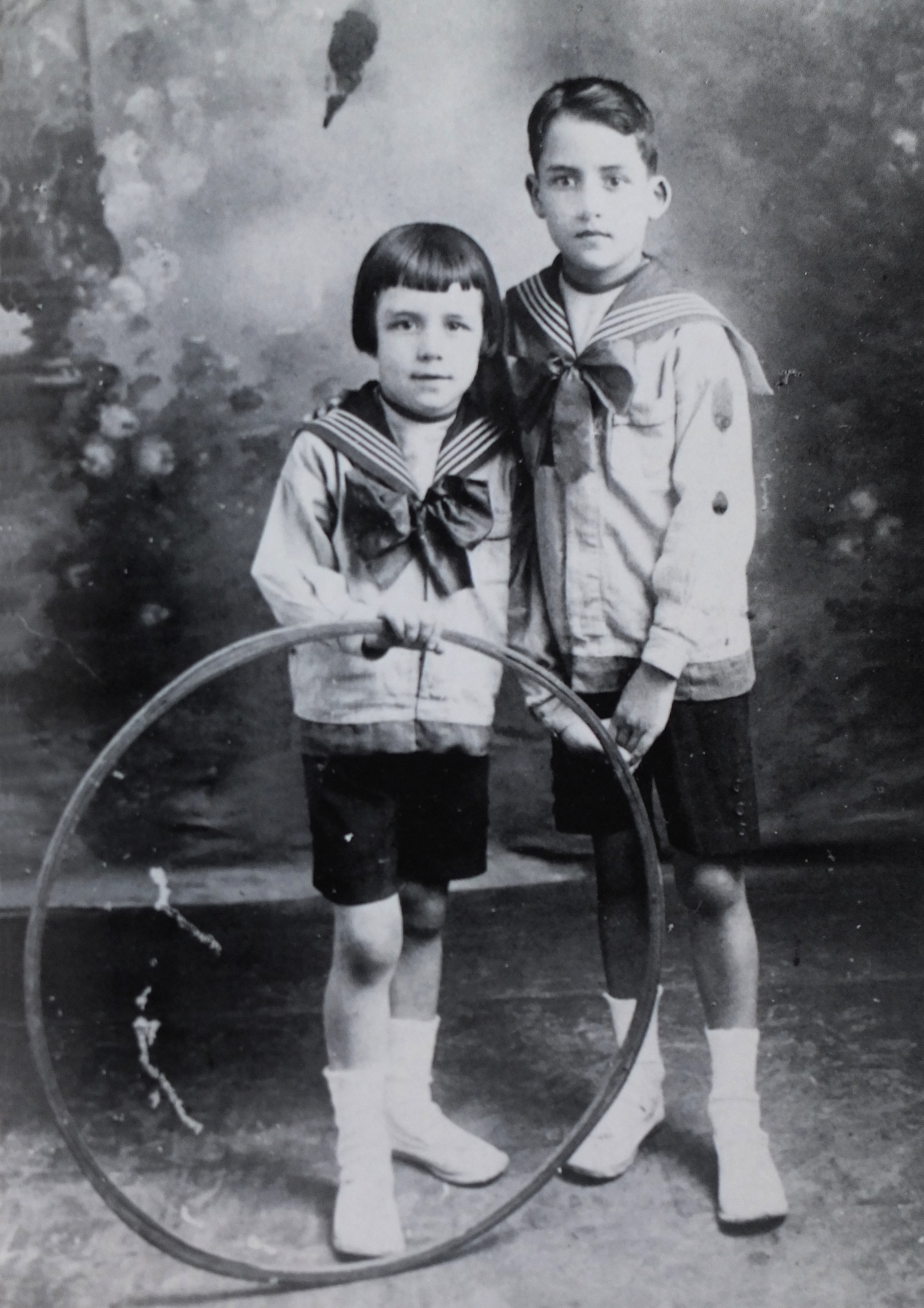
Avec son frère aîné Lucien, en costume marin vers 1920.

Albert Camus descend d'une famille d'origine modeste qui s'est installée au milieu du dix-neuvième siècle en Algérie française,, annexée à la France à partir de 1834 et divisée en départements français à partir de 1848.
Sa famille paternelle est originaire de la métropole. Un bisaïeul, Claude Camus, ferblantier, né en 1809 à Bordeaux de père inconnu, épouse en 1839 à Marseille Thérèse Beleoud. Il meurt en 1865 à Ouled Fayet (département d'Alger, actuelle wilaya d'Alger). Son autre arrière-grand-père, Mathieu Just Cormery, né en 1826 à Silhac (Ardèche), épouse Marguerite Léonard en 1852 à Ouled-Fayet. Elle est originaire d'Elange, actuel quartier de Thionville en Moselle. Il meurt en 1873. Son grand-père Jean-Baptiste Camus épouse la même année Marie Hortense Cormery.
Son père, Lucien Auguste Camus, est né le 28 novembre 1885 à Oulet-Fayet. Entre octobre 1906 et septembre 1908, il effectue son service militaire au sein du 1er régiment de zouaves et participe à la campagne du Maroc. Il était caviste. Il épouse le 13 novembre 1909 à Alger Catherine Sintès, née le 5 novembre 1882 à Birkhadem (département d'Alger, actuelle wilaya d'Alger), d'une famille originaire de Minorque en Espagne. De leur union naissent deux enfants : Lucien Jean, né le 20 janvier 1910 à Alger, et Albert, né le 7 novembre 1913 à Mondovi.
Lucien Camus est le premier homme de sa famille à s'extraire de l'analphabétisme. Orphelin dès l'âge d'un an, il apprend les rudiments de la lecture à l'orphelinat. Devenu ouvrier agricole, il approfondit la lecture et l’écriture auprès de Jules Ricôme, son employeur, négociant en vin d’Alger, grâce à qui il devint caviste. En 1913, à la naissance d'Albert, il est chargé d’un domaine viticole à Mondovi dans le hameau de Saint-Paul. En juillet 1914, le paludisme menace la petite famille. Catherine Hélène quitte la région avec ses deux jeunes enfants pour s’installer chez sa mère « despotique » et ses deux frères (Étienne — sourd, qui travaille comme tonnelier — et Joseph, cheminot) dans un appartement du quartier Belcourt au 17 rue de Lyon, dans les faubourgs d'Alger. La pauvreté les éloignera davantage du centre de la ville, en 1921, les obligeant à déménager au 93, rue de Lyon (actuelle rue Mohamed Belouizdad).
Lucien Camus est mobilisé lors de la Grande Guerre comme 2e classe, de nouveau dans le 1er régiment de zouaves. Blessé à la tête par un éclat d'obus, il meurt pour la France le 11 octobre 1914 à Saint-Brieuc à l'hôpital auxiliaire rue Saint-Benoît. Orphelins de père pour fait de guerre, les deux frères sont faits pupilles de la Nation.
De son père, Camus ne connaîtra que quelques photographies, les éclats d'obus que l'armée adressa à la veuve, les rapports de gestion des domaines vinicoles et les deux cartes postales qu’il adressa de la métropole, la première en août 1914 à Noisy-le-Sec, la seconde en septembre à l’hôpital de Saint-Brieuc. Il retiendra particulièrement deux messages appelant à la mesure et dénonçant la barbarie. Le premier marque l’indignation du père face à la cruauté revancharde lors de la guerre du Maroc : « Un homme, ça s'empêche » ; le second est une dénonciation de la peine de mort : « Je me suis souvenu dans ces moments d'une histoire que maman me racontait à propos de mon père. Je ne l'avais pas connu. Tout ce que je connaissais de précis sur cet homme, c'était peut-être ce que m'en disait alors maman : il était allé voir exécuter un assassin. Il était malade à l'idée d'y aller. Il l'avait fait cependant et au retour avait vomi une partie de la matinée. »
Catherine Hélène Sintès, mère d’Albert, en partie sourde, ne sait ni lire, ni écrire : elle ne comprend un interlocuteur qu'en lisant sur ses lèvres, n'a qu'un très petit vocabulaire « de 400 mots » et communique en utilisant une gestuelle propre à sa famille, utilisée également par son frère Étienne. « Dépendante et perdue au quotidien, peu écoutée et peu comprise, condamnée aux échanges rudimentaires et banaux, elle est coupée du monde des autres et n’a accès ni à la culture ni au divertissement »,,. L’expérience sera douloureuse pour Camus qui ne cessera de questionner ce mutisme terriblement angoissant. D'ailleurs, son œuvre portera toujours la marque de l’indicible, de l’incapacité à dire ou de l’impuissance à faire entendre sa voix.

### Formation
Albert Camus est scolarisé à l’école de la rue d’Aumérat à Alger. Son instituteur, Louis Germain, lui apprend à lire et remarque très tôt ses heureuses dispositions : il est sportif, habile de ses mains et brillant en classe. En cours moyen, il lui permet d’approfondir ses connaissances et lui donne des leçons gratuites pour le préparer en 1924 au concours des bourses, malgré la défiance de sa grand-mère qui souhaitait qu'il gagnât sa vie au plus tôt. Ancien combattant de la Première Guerre mondiale, où est mort le père du futur écrivain, Louis Germain lit à ses élèves Les Croix de bois de Roland Dorgelès, dont les extraits émeuvent beaucoup le petit Albert, qui y découvre l'horreur de la guerre. Ce dernier gardera une grande reconnaissance à son professeur et lui dédiera son discours de prix Nobel :

« J'ai laissé s'éteindre un peu le bruit qui m'a entouré tous ces jours-ci avant de venir vous parler de tout mon cœur. On vient de me faire un bien trop grand honneur, que je n'ai ni recherché ni sollicité. Mais quand j'en ai appris la nouvelle, ma première pensée, après ma mère, a été pour vous. Sans vous, sans cette main affectueuse que vous avez tendue au petit enfant pauvre que j'étais, sans votre enseignement, et votre exemple, rien de tout cela ne serait arrivé. Je ne me fais pas un monde de cette sorte d'honneur. Mais celui-là est du moins une occasion pour vous dire ce que vous avez été, et êtes toujours pour moi, et pour vous assurer que vos efforts, votre travail et le cœur généreux que vous y mettiez sont toujours vivants chez un de vos petits écoliers qui, malgré l'âge, n'a pas cessé d'être votre reconnaissant élève. Je vous embrasse de toutes mes forces. »

— Albert Camus à Louis Germain le 19 novembre 1957, apprenant que le prix Nobel de littérature lui avait été décerné (UNESCO, Rapport mondial sur l’éducation, 1998, p. 94).
Reçu au Grand lycée et désormais lycée Émir Abdelkader, Albert Camus y est demi-pensionnaire. « J'avais honte de ma pauvreté et de ma famille […]. Auparavant, tout le monde était comme moi et la pauvreté me paraissait l'air même de ce monde. Au lycée, je connus la comparaison », se souviendra-t-il,. Il commence à cette époque à pratiquer le football et se fait une réputation de gardien de but au Racing Universitaire d'Alger. Après avoir été reçu à la première partie de son baccalauréat, il entre en classe de philosophie à l'automne 1930. Mais en décembre 1930, à la suite d'inquiétants crachements de sang, les médecins diagnostiquent une tuberculose, et il doit faire un bref séjour à l'hôpital Mustapha. C'est la fin de sa passion pour le football. Son oncle et sa tante Acault, qui tiennent une boucherie dans la rue Michelet (actuellement rue Didouche-Mourad), l'hébergent rue du Languedoc, où il peut disposer d'une chambre de 1931 à 1933. Gustave Acault l’ouvre à la culture ; dans sa correspondance avec Jean Grenier, dix-sept ans plus tard en février 1946, déplorant la mort subite de cet oncle, Camus se montre reconnaissant : « C'était le seul homme qui m’ait fait imaginer un peu ce que pouvait être un père. » Ce père-là était « un passeur culturel », « un formidable initiateur à la grande littérature ». Il fut véritablement « le premier bienfaiteur dans la vie de Camus, celui qui l’orienta vers la culture et le développement des compétences littéraires »,,,,. Anarchiste, Acault est aussi voltairien et franc-maçon. Boucher de son état, cet homme cultivé aide son neveu à subvenir à ses besoins et lui fournit une bibliothèque riche et éclectique.
Camus est en même temps encouragé dans sa vocation d'écrivain par son professeur de philosophie, Jean Grenier, dont l'influence allait se révéler majeure sur le jeune élève. Il découvrira grâce à lui qu’écrire n’est pas seulement distraire les autres, c’est aussi témoigner de la douleur et de la souffrance et finalement de la pauvreté des siens : « Il a choisi d’être l’écrivain de la douleur et de la souffrance, le penseur des humiliés et des blessés de la vie. » Il évoquera cette expérience dans ses premiers essais d'écriture, L’Hôpital du quartier pauvre et Les Voix du quartier pauvre, composés probablement vers 1933,,. Jean Grenier offre à Albert Camus le livre qui aurait poussé l'élève à l’écriture : La Douleur (1931), d’André de Richaud. Et Camus en retour fait lire à son ancien professeur ses premiers écrits et lui dédie son premier livre, L'Envers et l'Endroit (et bien plus tard son essai L'Homme révolté). Albert Camus a souvent souligné l'influence qu'avait eu le philosophe sur sa pensée et sur son style, allant jusqu'à dire que son recueil de nouvelles L'Été descendait des Îles, ouvrage de Jean Grenier publié en 1933. « Jean Grenier, se souvient Albert Camus, essayait d'être un professeur tout à fait scolaire et il y réussissait fort mal. C'est la raison pour laquelle j'ai tout de suite été passionné et influencé », ainsi commença une amitié qui s'est traduite, notamment, par une correspondance ininterrompue entre les deux hommes à partir de 1932, et qui sera présenté au grand public en 1981,,.
En 1932-1933, selon Max-Pol Fouchet qui est dans ces années son ami avec Louis Bénisti, Jean de Maisonseul, Claude de Fréminville et Louis Miquel, Camus écrit également un essai, Beriha ou le rêveur, et devient secrétaire de la section algérienne du Mouvement Amsterdam-Pleyel,. Il restera toujours fidèle au milieu pauvre qui a été longtemps le sien. Il incarne selon Jean-Michel Wavelet, auteur d’Albert Camus – La Voix de la pauvreté, les humbles voués à l’oubli : « Explorant tour à tour la figure de l’étranger, du pestiféré, du repenti et du monstre, il a choisi d’incarner la voix des sans-voix, de narrer le récit des sans-histoires, de parler des silencieux et des muets. Il eut le courage de décrire les ténèbres que parcourent chaque jour, sans bruit et sans cris, des millions d’anonymes, d’inaudibles et d’invisibles. » La préface de 1958 à L’Envers et l’Endroit, publié en 1937, est sans ambiguïté : « Chaque artiste garde ainsi, au fond de lui, une source unique qui alimente pendant sa vie ce qu’il est et ce qu’il dit. […] Pour moi, je sais que ma source est dans L’Envers et l’Endroit, dans ce monde de pauvreté et de lumière où j’ai longtemps vécu. »
En 1936, il obtient son Diplôme d’études supérieures (équivalent de la maîtrise) en Lettres, section philosophie, présentant un mémoire nommé « Métaphysique chrétienne et néoplatonisme » portant sur les pensées de Plotin et Augustin d'Hippone,,.

### Débuts journalistiques et littéraires
En juin 1934, il épouse Simone Hié (1914-1970), starlette algéroise enlevée à son ami Max-Pol Fouchet. Toxicomane, elle le trompe souvent et leur mariage s'effrite rapidement,,. En 1935, il adhère au Parti communiste algérien (PCA) sur le conseil de Jean Grenier. Le Parti, alors anticolonialiste et tourné vers la défense des opprimés, incarne certaines de ses propres convictions,,.
La même année, il commence l'écriture de L'Envers et l'Endroit, qui sera publié deux ans plus tard par Edmond Charlot dans la librairie duquel se retrouvent les jeunes écrivains algérois, tel Max-Pol Fouchet. Camus fonde et dirige, sous l'égide du PCA, le « Théâtre du Travail », mais la direction du parti infléchit sa ligne en 1936 et donne la primauté à la lutte antifasciste aux dépens de l’anticolonialisme. Les militants sont alors poursuivis et emprisonnés,,. Camus, qui s’accommode mal du cynisme et de la stratégie idéologique, proteste alors contre ce retournement et est exclu du Parti en 1937,. À la rentrée qui suit cette rupture définitive, ne pouvant se résoudre à un théâtre strictement engagé qui ne porte pas la liberté de l'artiste, il crée, avec les amis qui l'ont suivi, le « Théâtre de l'Équipe », avec l'ambition de faire un théâtre populaire. La première pièce jouée est une adaptation de la nouvelle Le Temps du mépris (1935) d'André Malraux, dont les répétitions lui donnent l'occasion de nouer une amitié avec Emmanuel Roblès. Il entre au quotidien de gauche Alger Républicain, créé par Pascal Pia (à qui Camus dédiera Le Mythe de Sisyphe), organe du Front populaire, où il devient rédacteur en chef, puis au journal Le Soir républicain — que Pia et lui lancent en septembre 1939 lorsque la publication d'Alger républicain sera suspendue,.
La Correspondance avec ses amis Bénisti 1934-1958 — une cinquantaine de lettres reçues pendant près de vingt-cinq ans par les frères Bénisti et leurs épouses — nous plonge dans les « années ferventes » de formation et de doute d'Albert Camus, offrant une grande richesse d’informations. En juin 1939, son enquête Misère de la Kabylie aura un écho retentissant ; consistant en onze reportages parus dans Alger républicain, le reporter de 26 ans parcourt l'« itinéraire de la famine » d'un peuple qui vit d’herbes et de racines, et dénonce « un régime d’esclavage », un habitat où hommes et bêtes se côtoient dans les « odeurs pestilentielles de l’urine et des excréments »,. Invité peu après à une projection privée du film Sierra de Teruel qu’André Malraux avait tiré de son roman L'Espoir, Camus lui dit l'avoir lu huit fois. Cette période le voit nourrir une riche réflexion sur la liberté de la presse et la déontologie du journalisme, par une pratique quotidienne dans le journal qu'il dirige. Dans une rubrique titrée « Sous les éclairages de la guerre », il publie sous des pseudonymes cachant Albert Camus, Pascal Pia, et Robert-Édouard Charlier, écrivant « en communauté d'esprit ».
En 1940, le Gouvernement général de l'Algérie interdit le journal Le Soir républicain. Cette même année, Camus divorce de Simone Hié pour épouser Francine Faure, sœur de Christiane Faure,,. Ils s'installent à Paris où il travaille comme secrétaire de rédaction à Paris-Soir sous l'égide de Pascal Pia. Il fonde aussi la revue Rivage. André Malraux, alors lecteur chez Gallimard, entre en correspondance avec Camus et « se révèle lecteur méticuleux, bienveillant, passionné de L'Étranger » et il en recommande la publication. Le livre paraît le 15 juin 1942, en même temps que l'essai Le Mythe de Sisyphe, dans lequel Camus expose sa philosophie. Selon sa propre classification, ces œuvres appartiennent au cycle de l'absurde — cycle qu'il complétera par les pièces de théâtre Le Malentendu et Caligula. Il est à noter qu'Albert Camus, venu soigner sa tuberculose dans le village du Chambon-sur-Lignon en 1942-1943, a pu y observer la résistance non violente mise en œuvre par la population face à la Shoah. Il y écrit Le Malentendu, y trouvant des éléments d'inspiration pour son roman La Peste auquel il travaille sur place.
En 1943, il devient lecteur chez Gallimard, entre dans la Résistance et prend la direction de Combat. Le journal se revendique comme la « voix de la France nouvelle » et Camus ne souhaite pas qu'il soit associé à un quelconque parti politique. En mai, la résistance lui délivre une fausse carte d'identité sous le nom de Albert Mathé, lui donnant comme résidence rue de petit vaux à Épinay-sur-Orge. Son pseudonyme, dans la Résistance, était Bauchard. En 1944, il rencontre André Gide et un peu plus tard Jean-Paul Sartre, avec qui il se lie d'amitié. La même année il anime la première représentation de la pièce de Picasso : Le Désir attrapé par la queue, cette scène est racontée avec humour par Claude Simon dans Le Jardin des plantes.
Le 8 août 1945, deux jours après que l'Enola Gay a largué la première bombe sur Hiroshima, il est l'un des seuls intellectuels occidentaux à dénoncer l'usage de la bombe atomique dans un éditorial publié par Combat. Il écrit notamment : « La civilisation mécanique vient de parvenir à son dernier degré de sauvagerie. Il va falloir choisir, dans un avenir plus ou moins proche, entre le suicide collectif ou l’utilisation intelligente des conquêtes scientifiques […]. Devant les perspectives terrifiantes qui s'ouvrent à l'humanité, nous apercevons encore mieux que la paix est le seul combat qui vaille d'être mené. Ce n'est plus une prière, mais un ordre qui doit monter des peuples vers les gouvernements, l'ordre de choisir définitivement entre l'enfer et la raison ».
À la Libération, Camus est activement contre l'Épuration, dans Défense de l’intelligence (1945), il écrit : « Il nous en est resté la haine », et dans sa conclusion : « Alors peut-être, dans une nation libre et passionnée de vérité, l’homme recommencera à prendre ce goût de l’homme sans quoi le monde ne sera jamais qu’une immense solitude »,. À l'initiative de François Mauriac, il signe une pétition demandant au général de Gaulle la grâce de Robert Brasillach, personnalité intellectuelle connue pour son activité collaborationniste pendant la Seconde Guerre mondiale.
Signe de notoriété grandissante, il est sollicité pour des préfaces et donne des interviews. À l’automne 1945, il note dans ses Carnets : « À trente ans, presque du jour au lendemain, j’ai connu la renommée. Je ne le regrette pas. J’aurais pu en faire plus tard de mauvais rêves. Maintenant, je sais ce que c’est. C’est peu de chose. ». Les années d’après-guerre sont importantes pour Camus. Il collabore à Combat, ses enfants naissent, il voyage en Algérie, en Amérique du Nord, en Amérique du Sud, dirige la collection « Espoir » chez Gallimard et doit faire face à des problèmes de santé.
En 1946, Camus se lie d'amitié avec René Char, poète et résistant français. De retour en France après ses voyages, il publie une série d'articles contre l'expansionnisme soviétique — qui deviendra manifeste en 1948, avec le coup de Prague et l'anathème lancé contre Tito. Le 6 juin 1947 paraît La Peste, qui reçoit presque immédiatement le prix des critiques et lui apporte le succès, suivi deux ans plus tard par la pièce de théâtre Les Justes.

### Engagement politique et littéraire

#### Position contre le communisme et le libéralisme
Méfiant à l'égard des abstractions idéologiques, « dès 1945, Camus écartait toute idée de révolution définitive et soulignait les risques de déviation révolutionnaire ». Selon lui, la fin ne justifie jamais les moyens : « Ne pas haïr, si l’on peut. » En octobre 1951, la publication de L'Homme révolté efface toute ambiguïté sur ses positions à l'égard du régime communiste. Pour l'essayiste Denis Salas, Camus reste « un homme de la gauche modérée » qui se positionne à distance de la gauche communiste et de la droite libérale de Raymond Aron.
D'après Herbert R. Lottman, Camus n'appartient à aucune famille politique déterminée, bien qu'il ait été adhérent au PCA pendant deux ans et qu'il se soit joint un temps à Sartre au sein du Rassemblement démocratique révolutionnaire. Il proteste successivement contre les inégalités qui frappent les musulmans d'Afrique du Nord, puis contre la caricature du pied-noir exploiteur. Il défendit activement les Espagnols exilés antifascistes et l'Octobre polonais, les victimes de la répression de Budapest, du stalinisme et celles de l'Épuration à la Libération, et rédigea sous de Gaulle un statut pour les objecteurs de conscience ,.
Ces positions provoquent de violentes polémiques et Camus est attaqué par ses amis. La rupture avec Jean-Paul Sartre a lieu en 1952, après la publication dans Les Temps modernes de l'article de Francis Jeanson qui reproche à la révolte de Camus d'être « délibérément statique »,. Il rompt également avec le poète algérien Jean Sénac, qu'il aurait traité de « petit égorgeur » en raison de son engagement dans l'insurrection algérienne. En outre, il proteste contre la répression sanglante des révoltes de Berlin-Est (juin 1953) et contre l'intervention soviétique à Budapest (octobre-novembre 1956). Simone de Beauvoir s'inspire de Camus pour l'un des personnages principaux de son roman à clés Les Mandarins. Camus accuse le coup : « les actes douteux de la vie de Sartre me sont généreusement collés sur le dos ».

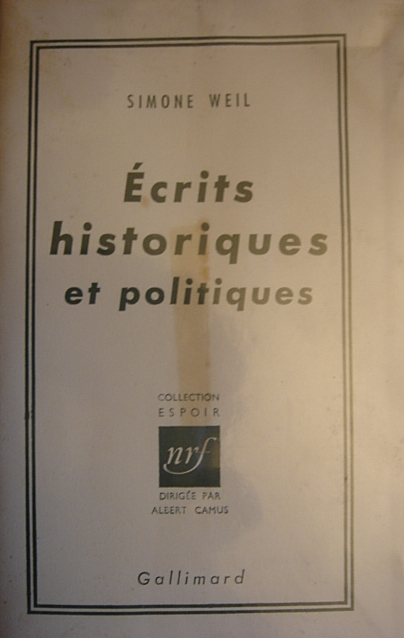
Un des volumes de Simone Weil publiés posthumes sous la direction d'Albert Camus.

Albert Camus s'engage activement en faveur d'une citoyenneté mondiale, qui préfigure la naissance des Organisations Non Gouvernementales (ONG). En 1954, il s'installe dans son appartement parisien du 4 rue de Chanaleilles. Dans le même immeuble et durant la même période habite René Char.
Il rejoint l'hebdomadaire L'Express en 1955, car il souhaite le retour au pouvoir de Pierre Mendès France afin que celui-ci s'occupe de la situation en Algérie. Il y dénonce le mépris de l’humain qui caractérise la condition ouvrière en régime libéral : « Le malheur ouvrier est le déshonneur de cette civilisation. » À cette époque, il édite également les écrits de Simone Weil dans la collection « Espoir » chez Gallimard, conçue pour faire connaître son œuvre et notamment L’Enracinement (1949) et La Condition ouvrière (1951), qui témoignent d'une volonté de partager la vie des humbles pour mieux la comprendre. Il la considère comme le plus grand esprit de son temps et comme un antidote au nihilisme contemporain. En 1956, il publie La Chute, livre pessimiste dans lequel il s'en prend à l'existentialisme sans pour autant s'épargner lui-même.

#### Entre journalisme et engagement

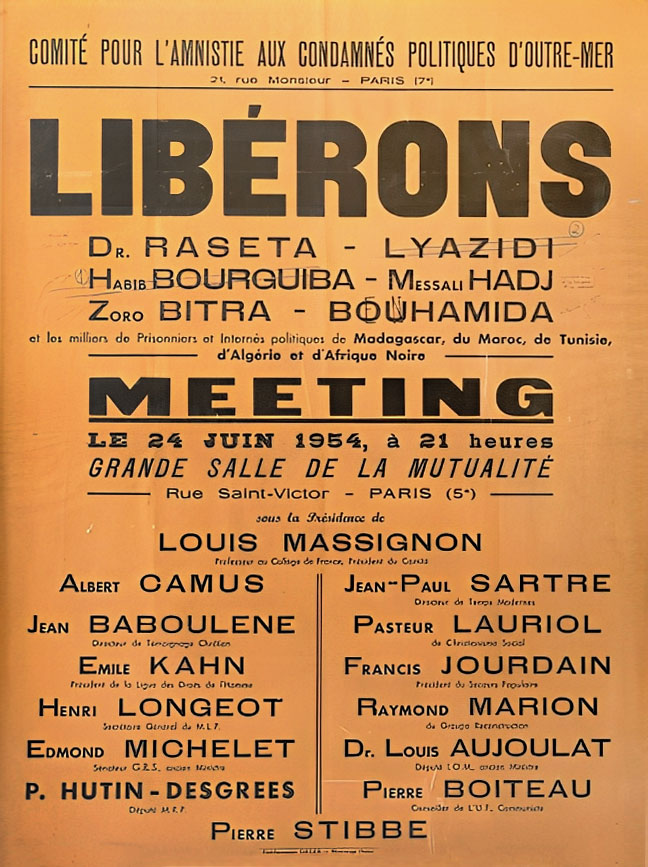
Meeting pour la libération des prisonniers et internés politiques de Madagascar, du Maroc, de Tunisie, d’Algérie et d’Afrique Noire, en présence d'Albert Camus, 24 juin 1954.

Roger Quilliot appelle ce volet de la vie de Camus La plume et l'épée, plume qui lui a servi d'épée symbolique mais sans exclure les actions qu'il mena tout au long de sa vie. Camus clame dans Lettres à un ami allemand son amour de la vie : « Vous acceptez légèrement de désespérer et je n'y ai jamais consenti », confessant « un goût violent de la justice qui me paraissait aussi peu raisonné que la plus soudaine des passions. » Il n'a pas attendu la Résistance pour s'engager. Il vient du prolétariat et le revendiquera toujours, n'en déplaise à Sartre ; la première pièce qu'il joue au Théâtre du Travail, Révolte dans les Asturies, évoque déjà la lutte des classes.
Il va enchaîner avec l'adhésion au PCA et son célèbre reportage sur La misère en Kabylie paru dans Alger républicain, titre fondé par la gauche algéroise, en 1938, mêlant Européens comme Pascal Pia et Pierre Faure et personnalités algériennes telle Mohand Saîd Lechani. Il y dénonce « la logique abjecte qui veut qu'un homme soit sans forces parce qu'il n'a pas de quoi manger et qu'on le paye moins parce qu'il est sans forces ». Les pressions qu'il subit alors vont l'obliger à quitter l'Algérie, au même moment où la maladie et la guerre vont le rattraper. Malgré cela, il va se lancer dans la Résistance,,.
Bien qu'il écrive dans Combat et lutte pour des causes auxquelles il croit, Camus éprouve une certaine lassitude : « Pour un temps encore inconnu, l'histoire est faite par des puissances de police et des puissances d'argent contre l'intérêt des peuples et la vérité des hommes ». Ce qu'il veut, c'est pouvoir concilier justice et liberté, lutter contre toutes les formes de violence, défendre la paix et la coexistence pacifique, dénoncer tout au long de sa vie la peine de mort, combattre à sa façon pour résister, contester, dénoncer,.
Bien plus tard, il s'engage dans la défense du droit à l'objection de conscience, entre autres, en parrainant le comité créé par Louis Lecoin, aux côtés d'André Breton, Jean Cocteau, Jean Giono et l'abbé Pierre. Ce comité obtient un statut, restreint, en décembre 1963, pour les objecteurs. En revanche, il refuse de s'associer en 1958 à l'appel de plusieurs écrivains (Jean-Paul Sartre, François Mauriac, André Malraux, Roger Martin du Gard) demandant la levée de l'interdiction du livre La Question consacré à l'usage de la torture en Algérie.
Selon Simone de Beauvoir, Albert Camus verra dans Le Deuxième Sexe (1949) un ouvrage blessant pour l’homme, ce qui le conduira à regretter, à la sortie du l'ouvrage, qu’elle ait en fin de compte « ridiculisé le mâle français »,. Elle commentera cette remarque dans La Force des Choses (1963) : « Méditerranéen, cultivant un orgueil espagnol, il ne concédait à la femme que l’égalité dans la différence et évidemment, comme eût dit George Orwell, c’était lui le plus égal des deux […] elle était l’objet, lui, la conscience » (p. 208).

#### Écrits libertaires
Camus, qui croit à une démocratie humaniste et non tant aux institutions (« La démocratie, ce n’est pas la loi de la majorité, mais la protection de la minorité »,), était un anarcho-syndicaliste convaincu. Au milieu du XXe siècle, lors de la conversion des socialistes français au réformisme et à la social-démocratie, il était social-démocrate de manière instinctive mais prisonnier de sa vision « romantique » de la révolte : « Camus se disait anarchiste de cœur et social-démocrate de raison ». En 1952, il déclarait : « Bakounine est vivant en moi ».
Travaillant avec ses amis anarcho-syndicalistes algériens, il suggère une solution fédérative pour l'Algérie et, dans les années 1955-56, il rejoint le Front Républicain de Pierre Mendès-France, représentant de cette gauche modérée loin du « communisme sartrien », qui pourrait trouver une solution pacifiste au conflit algérien.
En 2013 dans Albert Camus, écrits libertaires (1948-1960), les éditions Indigène réunissent ses écrits libertaires publiés dans Le Libertaire, Solidaridad Obrera, La Révolution prolétarienne (où il a notamment publié Hommage à un journaliste exilé), etc.,. Un recueil d'écrits, rassemblés et présentés par Lou Marin, que Catherine Camus défend comme « essentiel »,. Dans le journal indépendant Combat Le Média, créé en 2020 par la journaliste Charlotte Meyer, les travaux libertaires, sociaux et écologiques de Camus sont résumés dans plusieurs de ses articles et numéros,.
Dans Albert Camus, enseignant empêché, pédagogue résistant, l'écrivain Jean-Michel Wavelet souligne les convictions libertaires de Camus, se montrant très critique à l’égard des manières d’enseignement autoritaires et se réclamant du pédagogue Francisco Ferrer. Avec ce dernier, il « défendait le projet d’une école moderne, rationaliste, fondée sur l’entraide et l’autonomie et soucieuse de mettre en œuvre une véritable égalité sociale. […] L’élève de Ferrer ne saurait être naïf, captif ou crédule ; il ne peut se contenter de croire en son maître, il doit chercher la vérité par lui-même et fonder en raison ses jugements ».
Dans l'article Un style de vie, Terre des hommes (1946), Camus demande sarcastiquement aux futurs pédagogues de faire « engranger [aux élèves] les connaissances les plus diverses et les plus folles pour leur faire débiter […] avec le maximum de célérité et d’impersonnalité. Après quoi, [on donnera] aux mieux dressés une situation ». Ces enseignants ainsi formés et déformés ne savent que reproduire le même schéma qui évacue le sujet et la personne au profit d’une tête submergée d’informations et incapable d’en faire bon usage. Albert Camus dénonce la confusion entre cumul des connaissances et culture, conformité aux vérités scolaires et exigence de probité intellectuelle. Il écrivait qu'« enseigner », c’est s’inscrire « dans la reconnaissance mutuelle » et le « dialogue ». « Pour maintenir cette communication, il [faut] que les hommes [soient] libres, puisqu’il n’y a rien de commun entre un maître et un esclave et qu’on ne peut parler et communiquer avec un homme asservi ». Et si le pédagogue semble y perdre son prestige et son autorité de façade, il doit toujours se souvenir que « les hiérarchies, les titres, les honneurs redeviennent ce qu’ils sont : une fumée qui passe ». Il plaide en faveur d’une démocratie scolaire à l’image de ce que devrait être notre démocratie politique : « La démocratie, c’est l’exercice social et politique de la modestie. […] Ce régime ne peut être conçu, créé et soutenu que par des hommes qui savent qu’ils ne savent pas tout. »

#### La guerre d'Algérie et le prix Nobel
En 1956, il lance à Alger son discours L'Appel pour une Trêve Civile, tandis qu'au dehors sont proférées à son encontre des menaces de mort. Son plaidoyer pacifique pour une solution équitable du conflit est alors très mal compris, ce qui lui vaudra de rester méconnu de son vivant par ses compatriotes pieds-noirs en Algérie puis, après l'indépendance, par les Algériens qui lui ont reproché de ne pas avoir milité pour cette indépendance. Haï par les défenseurs du colonialisme français, il sera forcé de partir d'Alger sous protection. Dans ce discours, il déclare notamment : « J'ai aimé avec passion cette terre où je suis né, j'y ai puisé tout ce que je suis, et je n'ai jamais séparé dans mon amitié aucun des hommes qui y vivent, de quelque race qu'ils soient. Bien que j'aie connu et partagé les misères qui ne lui manquent pas, elle est restée pour moi la terre du bonheur, de l'énergie et de la création. »
Le 16 octobre 1957, le prix Nobel de littérature lui est décerné, ce qui d'abord le surprend intensément selon ses proches. Il évoque cette panique au début de son discours de réception à l’Académie suédoise : « Comment un homme presque jeune, riche de ses seuls doutes et d’une œuvre encore en chantier, habitué à vivre dans la solitude du travail ou dans les retraites de l’amitié, n’aurait-il pas appris avec une sorte de panique un arrêt qui le portait d’un coup, seul et réduit à lui-même, au centre d’une lumière crue ? » Plus loin, Albert Camus fera allusion au déchirement que connaissaient l’Algérie et le Monde : « De quel cœur aussi pouvait-il recevoir cet honneur à l’heure où, en Europe, d’autres écrivains, parmi les plus grands, sont réduits au silence, et dans le temps même où sa terre natale connaît un malheur incessant ? […] Chaque génération, sans doute, se croit vouée à refaire le monde. La mienne sait pourtant qu’elle ne le refera pas. Mais sa tâche est peut-être plus grande. Elle consiste à empêcher que le monde se défasse. »
Interrogé à la Maison des étudiants à Stockholm, par un étudiant originaire d'Algérie, sur le caractère juste de la lutte pour l'indépendance menée par le FLN en dépit des attentats frappant les civils, il répond — selon Dominique Birman, correspondant du Monde qui assiste à la scène : « Je suis pour une Algérie juste où les deux populations doivent vivre en paix et dans l’égalité. J’ai dit et répété qu’il fallait faire justice au peuple algérien et lui accorder un régime pleinement démocratique, jusqu’à ce que la haine de part et d’autre soit devenue telle qu’il n’appartenait plus à un intellectuel d’intervenir, ses déclarations risquant d’aggraver la terreur », puis, « J’ai toujours condamné la terreur. Je dois condamner aussi un terrorisme qui s’exerce aveuglément, dans les rues d’Alger par exemple, et qui un jour peut frapper ma mère ou ma famille. Je crois à la justice, mais je défendrai ma mère avant la justice ». Pour cette dernière citation, le traducteur C.G. Bjurström rapporte beaucoup plus tard une version un peu différente : « En ce moment, on lance des bombes dans les tramways d’Alger. Ma mère peut se trouver dans un de ces tramways. Si c’est cela la justice, je préfère ma mère ». Souvent déformée en « Entre la justice et ma mère, je choisis ma mère », cette réponse lui sera reprochée. Elle s'insère pourtant de façon cohérente dans l'œuvre de Camus, qui a toujours rejeté l'idée selon laquelle « tous les moyens sont bons » : c’est tout le sujet développé, par exemple, dans Les Justes.
Appelant au rapprochement des communautés algériennes, à leur fédération, Camus ne se retrouve ni dans une indépendance de l'Algérie qui l’enferme sur elle-même ni dans la perpétuation de l’Algérie française avec sa production d’inégalités et de misères. Il affirme que la lutte pour l'indépendance se nourrit de l'injustice faite au peuple, et condamne la colonisation française. Mais écrit en 1958 dans la dernière de ses Chroniques algériennes, que « l'indépendance nationale [de l'Algérie] est une formule purement passionnelle ». Il dénonce tout autant l'injustice faite aux musulmans que la caricature du « pied-noir exploiteur ». Camus souhaite ainsi la fin du système colonial mais avec une Algérie solidaire de la France. Il appelle de ses vœux, selon l'écrivain Ahmed Hanifi à une sorte de « Commonwealth français » : « une Algérie constituée par des peuplements fédérés, et reliée à la France, me paraît préférable, sans comparaison possible au regard de la simple justice, à une Algérie reliée à un empire d'Islam qui ne réaliserait à l'intention des peuples arabes qu'une addition de misères et de souffrances et qui arracherait le peuple français d'Algérie à sa patrie naturelle ». Sa vie algérienne le poussait à adopter une position du juste milieu dans l’intérêt du pays et de toutes ses composantes. Il rejetait les extrêmes des deux côtés. Et une partie de la presse littéraire française, de gauche comme de droite, critique ses positions sur cette guerre. Incompris, Camus se réfugie dans le silence et connaît une longue période de difficulté à écrire, dont la nouvelle Jonas ou l’artiste au travail sera la brève illustration,.

« Il convient […] d’abord de rappeler aux Français que l’Algérie existe. Je veux dire par là qu’elle existe en dehors de la France et que les problèmes qui lui sont propres ont une couleur et une échelle particulières. […] Sur le plan politique, je voudrais rappeler aussi que le peuple arabe existe. Je veux dire par là qu’il n’est pas cette foule anonyme et misérable, où l’Occidental ne voit rien à respecter ni à défendre. Il s’agit au contraire d’un peuple de grandes traditions et dont les vertus, pour peu qu’on veuille l’approcher sans préjugés, sont parmi les premières ».
« Si bien disposé qu’on soit envers la revendication arabe, on doit cependant reconnaître qu’en ce qui concerne l’Algérie, l’indépendance nationale est une formule purement passionnelle. Il n’y a jamais eu encore de nation algérienne. Les Juifs, les Turcs, les Grecs, les Italiens, les Berbères, auraient autant de droit à réclamer la direction de cette nation virtuelle. Actuellement, les Arabes ne forment pas eux seuls toute l’Algérie. L’importance et l’ancienneté du peuplement français, en particulier, suffisent à créer un problème qui ne peut se comparer à rien dans l’histoire. Les Français d’Algérie sont, eux aussi, et au sens fort du terme, des indigènes. Il faut ajouter qu’une Algérie purement arabe ne pourrait accéder à l'indépendance économique sans laquelle l’indépendance politique n’est qu’un leurre ».

— Albert Camus, sur la question algérienne, Crise en Algérie, Actuelles III : Chroniques algériennes 1939-1958
Le chèque afférent au prix Nobel lui permet de s'acheter en 1958 une ancienne magnanerie à Lourmarin dans le Vaucluse, que lui fait découvrir son ami René Char qui demeure non loin de là à l'L'Isle-sur-la-Sorgue. Il retrouve dans le Luberon la lumière et les couleurs de son Algérie natale, explique Cathy Mifsud, guide conférencière,,. La récompense du Nobel lui sert aussi à financer son ambitieuse adaptation théâtrale des Possédés de Fiodor Dostoïevski, dont il est également le metteur en scène. Représentée à partir de janvier 1959 au théâtre Antoine, la pièce est un succès critique et un tour de force artistique et technique : trente-trois acteurs, quatre heures de spectacle, sept décors, vingt-quatre tableaux. Les murs se déplacent pour changer la taille de chaque lieu et une énorme plaque centrale tournante permet de rapides changements à vue des décors. C'est au peintre et décorateur de cinéma Mayo — qui a déjà illustré plusieurs de ses ouvrages (comme l'éd. 1948 de L'Étranger) — que Camus confie la création de ces multiples et complexes décors.

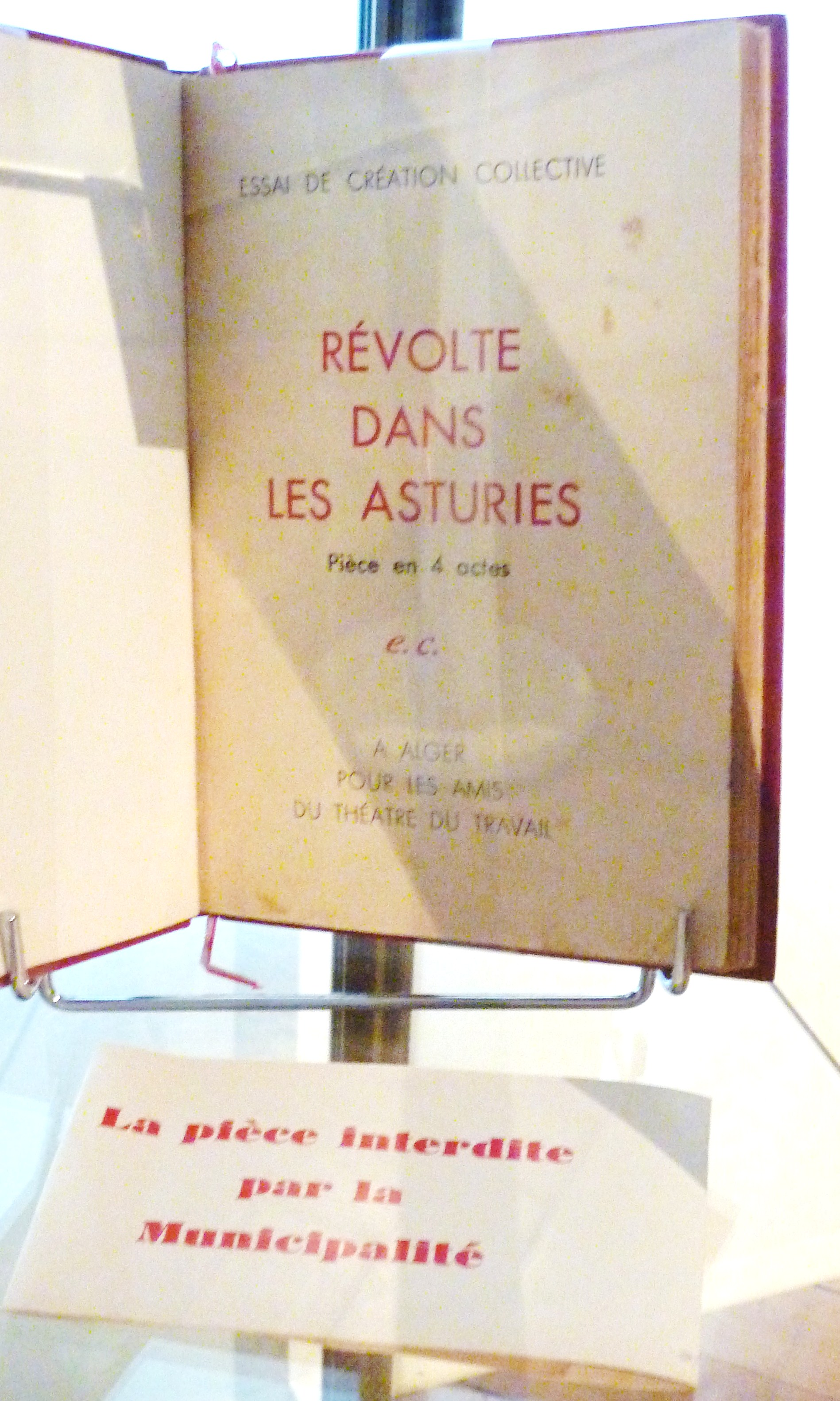
Révolte dans les Asturies, essai de création collective, sans nom d'auteur, 1936, pièce interdite par la municipalité d'Alger.

#### Albert Camus et l'Espagne
Les origines espagnoles de Camus s'inscrivent aussi bien dans son œuvre — des Carnets à Révolte dans les Asturies ou L’État de siège, par exemple — que dans ses adaptations de La Dévotion à la Croix (Calderón de la Barca) ou Le Chevalier d'Olmedo (Lope de Vega).
Comme journaliste, ses prises de position et sa lutte permanente contre le franquisme se retrouvent dans de nombreux articles ; dans Alger républicain et Combat bien sûr, mais aussi d'autres moins connus comme Preuves ou Témoins, où il affirme sa volonté d'engagement envers une Espagne libérée du joug franquiste. Il écrira : « Amis espagnols, nous sommes en partie du même sang et j'ai envers votre patrie, sa littérature et son peuple, sa tradition, une dette qui ne s'éteindra pas. ». En 1952, il décide de rompre tout lien avec l'Unesco afin de protester contre l'admission par l'ONU de l'Espagne franquiste,,.

### Vie privée
En 1934, Albert Camus épouse Simone Hié, puis en 1940, en secondes noces, Francine Faure (1914-1979), mère de ses jumeaux, Catherine et Jean nés en 1945. Selon sa fille Catherine : « Je sais seulement qu'elle l'a toujours aimé. Et lui, je pense, aussi. Il y a eu d'autres femmes, et d'autres amours. Mais il ne l'a jamais laissée […] Elle, elle m'a dit qu'ils s'étaient toujours aimés, et que cela n'avait jamais été médiocre »,,.
Albert Camus a eu plusieurs liaisons extraconjugales, la plus connue étant celle avec Maria Casarès, « l'unique », rencontrée en 1944, interprète de ses pièces de théâtre Le Malentendu et Les Justes,. Une liaison qui, du fait de son caractère public, aurait aggravé la dépression de Francine Faure. Il a eu aussi une relation avec Patricia Blake (1925-2010), une jeune étudiante américaine, rencontrée à New York en 1946 ; avec la comédienne Catherine Sellers, choisie pour interpréter une religieuse dans sa pièce Requiem pour une nonne ; et avec Mette Ivers, une jeune artiste et peintre danoise, rencontrée en 1957 à la terrasse du Flore alors qu'il se trouvait en compagnie d'Albert Cossery et de Pierre Bénichou.

### Mort accidentelle

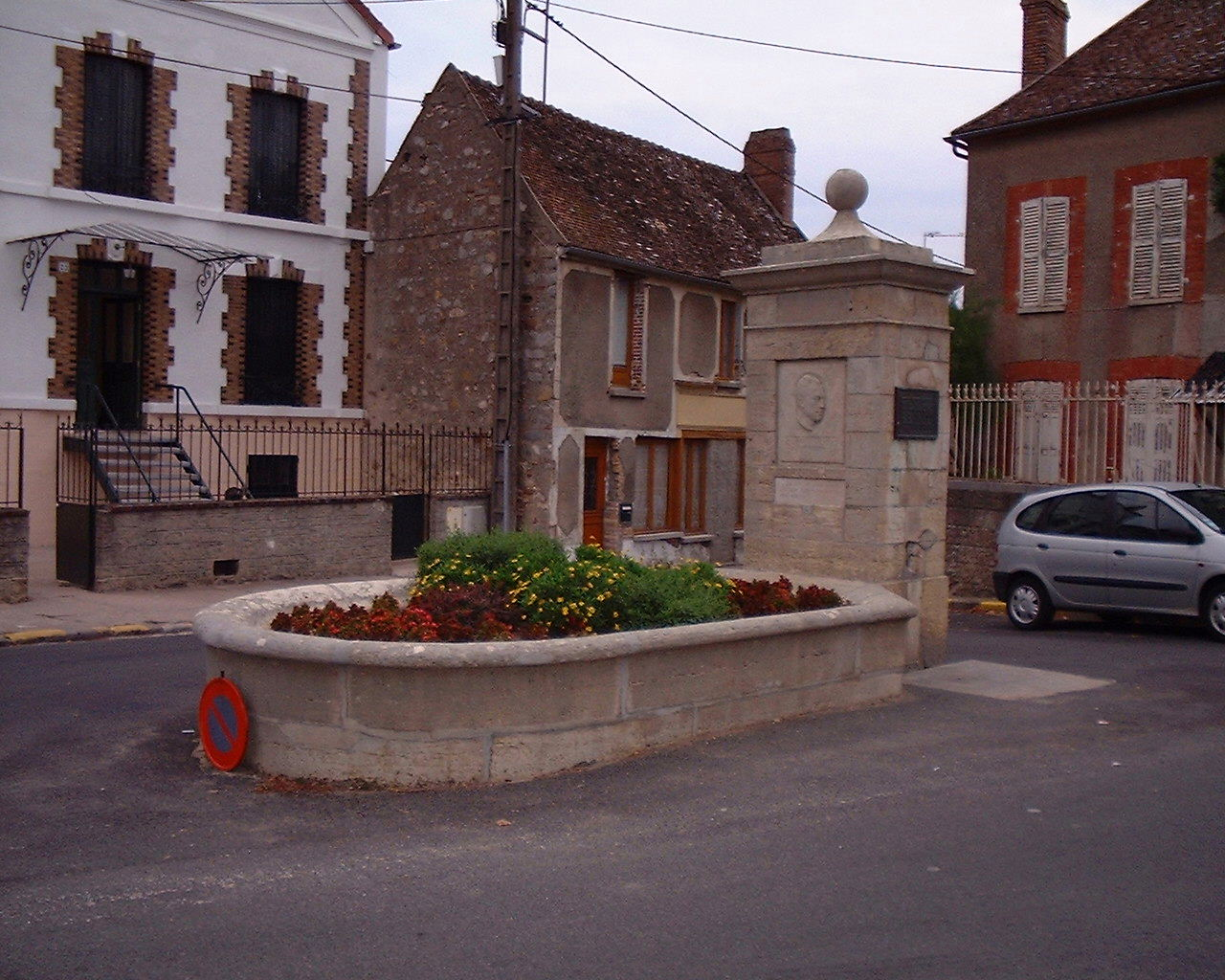
Monument en hommage à Albert Camus dans la petite ville de Villeblevin, commune où il est mort d'un accident de voiture le 4 janvier 1960.

Albert Camus fête le Jour de l'an de 1960 dans sa maison de Lourmarin avec sa famille et ses amis, Janine (née Thomasset) et Michel Gallimard, neveu de l'éditeur Gaston Gallimard, et la fille de Janine, Anne. Le 2 janvier, son épouse Francine et ses deux enfants repartent pour Paris par le train. Camus, qui devait rentrer avec eux, décide finalement de rester et de rentrer avec ce couple d'amis venus en voiture, une luxueuse Facel Vega FV3B de 1956 équipée d'un puissant moteur américain Chrysler V8 de 4.9L. L'écrivain René Étiemble, ami de Camus, déclara en 1988 : « J'ai longtemps enquêté et j'avais les preuves que cette Facel Vega était un cercueil. J'ai cherché en vain un journal qui veuille publier mon article ».
Après avoir fait une halte, pour la nuit, à l'auberge Le Chapon Fin à Thoissey, ils repartent le 4 janvier au matin et empruntent la Nationale 6 (trajet de Lyon à Sens) puis la Nationale 5 (trajet de Sens à Paris). Michel Gallimard conduit et Albert Camus se trouve sur le siège passager avant de la voiture, tandis que Janine et Anne sont à l'arrière.
Peu après Pont-sur-Yonne, à Villeblevin, la voiture roule à très vive allure et dérape sur un sol mouillé, quitte la route et percute un premier platane, rebondit sur un autre et se disloque. Sous la violence du choc des morceaux de la voiture sont éparpillés sur des dizaines de mètres. La montre du tableau de bord est bloquée à 13 h 55, et l'aiguille du compteur de vitesse marque 145 km/h. La vitesse n'est pas limitée à cette époque, les actualités télévisées évoquent une vitesse excessive et l'éclatement d'un pneu. Mme Gallimard est sérieusement blessée aux jambes tandis que sa fille Anne est projetée de l'autre côté de la route, agrippée à son coussin, ce qui lui vaudra d'avoir la vie sauve. Michel Gallimard, quant à lui, souffre de plusieurs fractures au crâne, hospitalisé, il meurt six jours plus tard,,,.

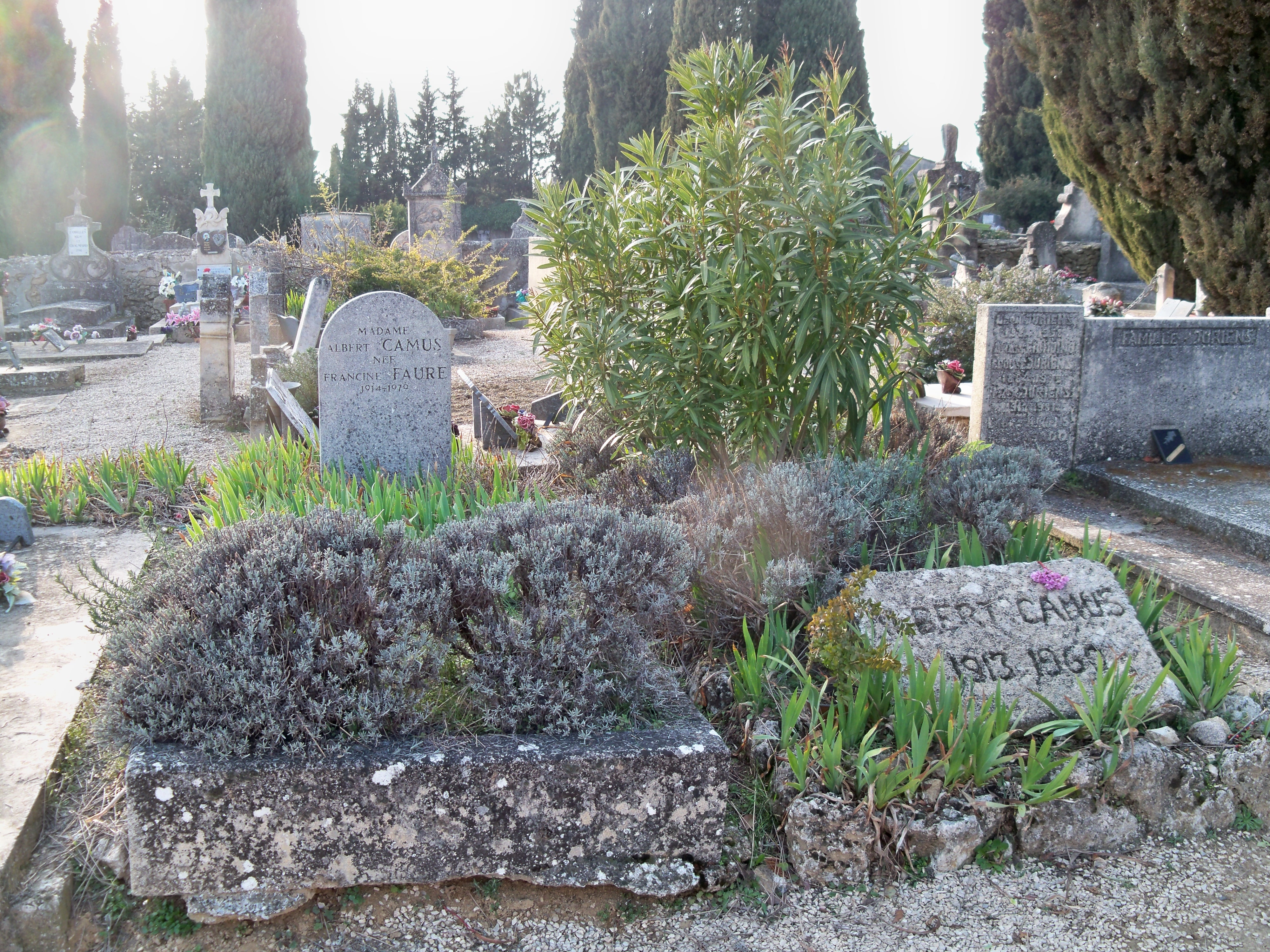
Tombe d'Albert Camus et de Francine Faure, sa deuxième épouse, à Lourmarin.

Albert Camus meurt sur le coup, le crâne fracturé et le cou brisé, son corps est coincé entre le tableau de bord et le dossier de son siège. Deux heures auront été nécessaires pour l'extraire de la tôle froissée,. Sa dépouille est transportée dans la salle de réunion de la mairie de Villeblevin, transformée en chapelle ardente. Camus est étendu sur une civière et recouvert entièrement d'un drap blanc. Le maire du village, M. Chamillard, qui est arrivé sur les lieux peu après le drame, déclare : « Le corps d'Albert Camus n'était pas disloqué, comme on aurait pu s'y attendre après la vision horrible qui s'offrait aux yeux. En fait, il avait simplement un trou derrière la tête et qui saignait. Nous l'avons emmené le plus vite possible, ce qui n'a pas été facile en raison de l'intense circulation. Le parquet arrivait peu après. C'est lui qui a pris l'affaire en main ». Francine Faure, l'épouse de Camus, arrive vers 21 h 50, accompagnée de sa sœur et de deux amis et le médecin légiste — qui par hasard se dénomme Marcel Camus — attribuera le décès à « une fracture du crâne, du rachis et à un écrasement du thorax »,. Dans la mallette de Camus, retrouvée sur le lieu de l'accident, on découvre le manuscrit inachevé (144 pages) de son dernier roman, Le Premier Homme. Le 5 janvier a lieu la levée de la dépouille pour être transportée au cimetière de Lourmarin où il est inhumé, dans cette région que lui avait fait découvrir le poète René Char,. Trois jours après la mort de l'écrivain, Jean-Paul Sartre avait rendu hommage, dans France Observateur, à l’ami avec lequel il fut brouillé.
En 2011, dans le Corriere della Sera, l'universitaire italien Giovanni Catelli affirme que Camus aurait été assassiné par le KGB sur ordre du ministre soviétique des Affaires étrangères Dmitri Chepilov, s'alignant en cela sur l'avis du poète tchèque Jan Zábrana dans son journal Toute une vie : le pneu qui explosa aurait été saboté avec un outil qui l’aurait finalement percé lorsque la voiture roulait à grande vitesse,,,. Camus avait en effet violemment reproché à Chepilov — dans un article publié dans le journal Franc-tireurs en 1957 et au cours d'un meeting de soutien aux Hongrois — la répression de l'insurrection de Budapest et dénoncé fermement les « massacres de Chepilov », le nommant de façon explicite. Selon Giovanni Catelli, le ministre soviétique ne l'aurait pas supporté, mais ce qui aurait véritablement suscité l'attentat aurait été la prochaine visite à Paris, en mars 1960, de Khrouchtchev, alors premier secrétaire du Parti communiste de l'Union soviétique et président du Conseil des ministres : les gouvernements soviétique et français désiraient en effet se rapprocher, et « on peut imaginer les diatribes qu’Albert Camus aurait lancées contre Khrouchtchev, et l’emballement médiatique qu’il aurait suscité en ruinant l’image des Soviétiques auprès de l’opinion publique, jusqu’à mettre en danger l’entente entre les deux pays. C’était inadmissible pour les dirigeants en place. Je crois que c’est pour éviter un tel fiasco qu’on a pris la décision d’éliminer Camus ». Le KGB aurait alors sous-traité son élimination aux services secrets tchèques qui auraient même obtenu le soutien du pouvoir français de l'époque. Cette hypothèse d'un assassinat politique, longuement développée dans l'ouvrage de Catelli, La Mort de Camus, est aujourd'hui presque unanimement rejetée, excepté par l'écrivain Paul Auster,,.

## Philosophie
La philosophie de Camus, basée sur l'absurde, est influencée par ses idées politiques, libertaires, sociales, écologiques mais aussi par sa propre vie. Sa pensée s'articule autour de deux cycles : l'absurde et la révolte. Mais elle était censée se terminer par un troisième cycle : celui de l'amour, qui n'a pu être développé par l'auteur, tué dans cet accident de voiture en 1960, et qui fut seulement amorcé dans Le Premier Homme.
Dans la revue libertaire argentine Reconstruir en 1960, quand on lui demande « Comment voyez-vous l’avenir de l’humanité ? Que devrait-on faire pour arriver à un monde moins opprimé par le besoin et plus libre ? », Albert Camus répond « Donner, quand on peut. Et ne pas haïr, si l’on peut ».
Dans son hommage dans France Observateur à Camus trois jours après sa mort, Jean-Paul Sartre saluait sa cohérence, sa lucidité, son exigence de vérité et de justice.

## Distinctions
- Médaille de la Résistance française avec rosette (décret du 3 juillet 1946)[111]
- Prix Nobel de littérature (1957)

## Postérité

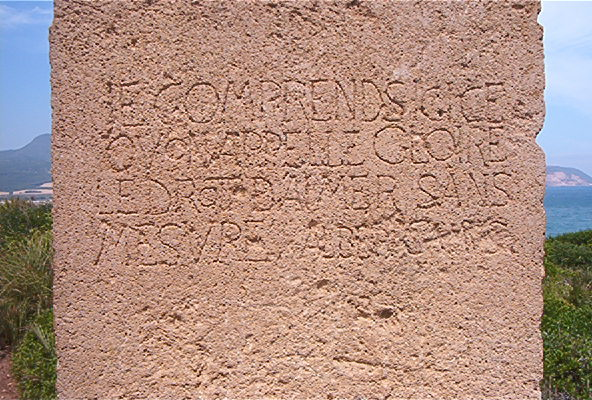
Stèle à la mémoire d'Albert Camus érigée en 1961 et gravée par Louis Bénisti, face au mont Chenoua à Tipasa, près d'Alger, où l'on peut lire un extrait de l’essai Noces à Tipasa : « Je comprends ici ce qu'on appelle gloire : le droit d'aimer sans mesure »

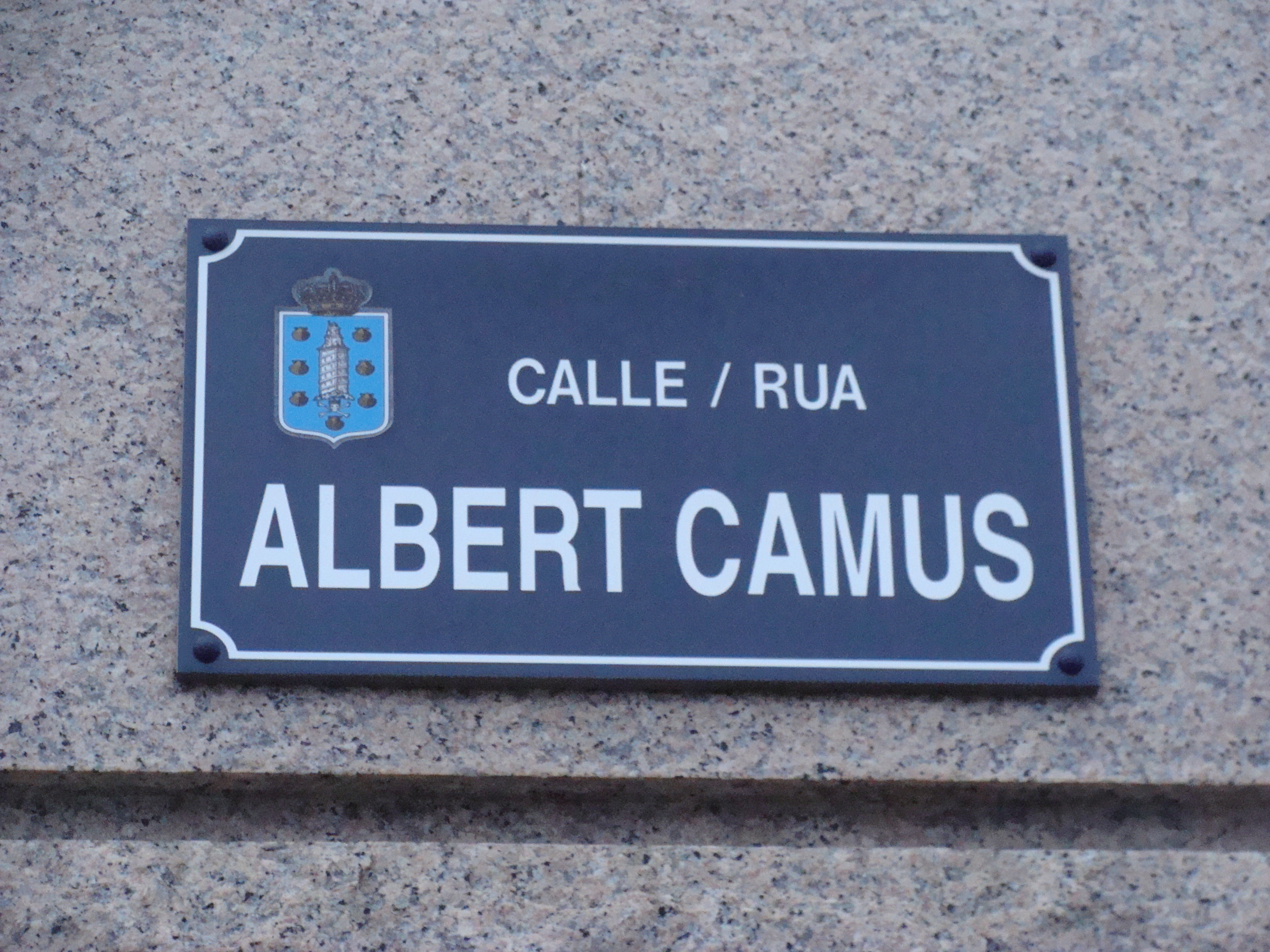
Rue Albert Camus à La Corogne, Galice, (Espagne).

Selon Bertrand Poirot-Delpech, les essais sur son œuvre ont abondé juste après sa mort, tandis qu'on rendait très peu compte de sa vie. Les premières biographies ne sont apparues que dix-huit ans après sa mort. Parmi celles-ci, celles de Herbert R. Lottman, un journaliste américain observateur de la littérature européenne pour The New York Times et le Publishers Weekly et d’Olivier Todd, qui a brossé le « portrait fidèle d’un Camus lucide et honnête ».
Sa volonté d’agir pour « empêcher que le monde ne se défasse » alliée à une critique du productivisme et du mythe du progrès, à l'importance donnée à la limite et à la mesure et sa recherche d'un nouveau rapport à la nature ont permis aux partisans de la décroissance de le classer parmi les précurseurs de ce courant. Son éthique de la pauvreté, sa conception d’une société nécessairement solidaire et d’une école libératrice pour tous ceux qui sont privés de tout, est aussi notable.
Dans son rapport de janvier 2021, commandé par Emmanuel Macron sur « la mémoire de la colonisation et la guerre d’Algérie », Benjamin Stora commence au tout début de son écrit par une citation de Camus, qu'il avait prononcée le 22 janvier 1956 à Alger, lors de son Appel pour une trêve civile en Algérie : « J’ai aimé avec passion cette terre où je suis né, j’y ai puisé tout ce que je suis, et je n’ai jamais séparé dans mon amitié aucun des hommes qui y vivent, de quelque race qu’ils soient. Bien que j’aie connu et partagé les misères qui ne lui manquent pas, elle est restée pour moi la terre du bonheur, de l’énergie et de la création ».

### Lettres d’Albert Camus, une œuvre originale
En 2015, la fille d’Albert Camus a obtenu la condamnation de l’opérateur de ventes Brissonneau, qui a reproduit sur Internet, ainsi que dans son catalogue, une série de lettres inédites rédigées par son père, au mépris du droit de divulgation qui appartient à l'auteur et à ses ayants droit. Ces lettres ont été qualifiées d’œuvres originales éligibles à la protection par le droit d’auteur.
Longtemps après avoir refusé de publier des lettres d'amour de son père (« Ces lettres sont des documents très intimes. ») Catherine Camus autorise la parution de celles échangées avec Maria Casarès, sous le titre Correspondance 1944-1959 dont elle signe l'avant-propos et qui sort en librairie le 9 novembre 2017.

### Reconnaissance institutionnelle

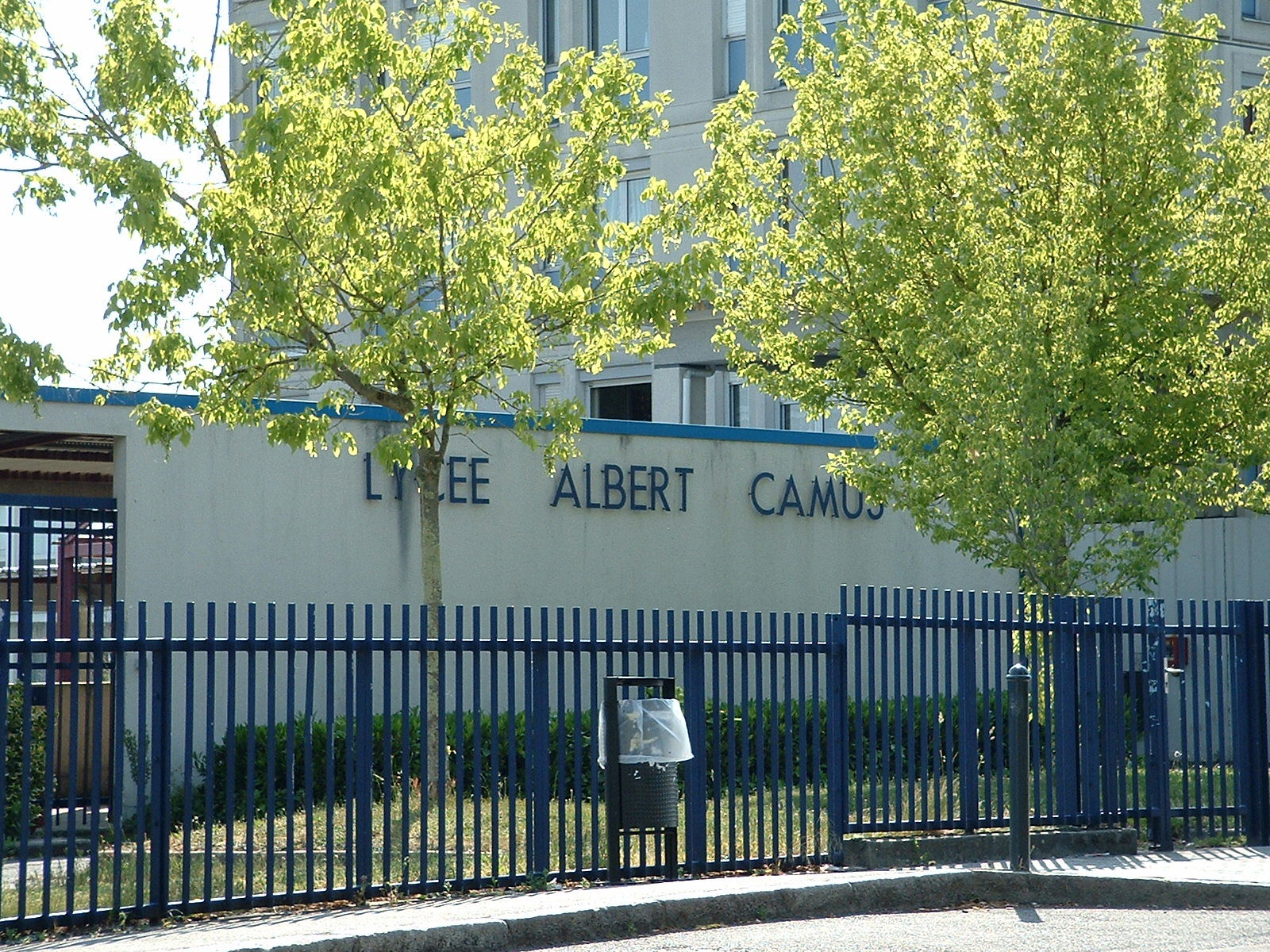
Entrée du lycée Albert-Camus à Nantes.

La Poste française a émis un timbre à son effigie le 26 juin 1967.
En 1982, la Société des Études Camusiennes a été créée par Raymond Gay-Crosier et Jacqueline Lévi-Valensi. L'écrivaine et maître de conférences Anne Prouteau est l’actuelle présidente.
L’association Les Rencontres Méditerranéennes Albert Camus, crée en 2021, régie par la loi de 1901 et reconnue d’utilité publique, fonctionne sous l’égide de Catherine Camus. Son objectif est de contribuer au rayonnement de l’œuvre et de la pensée de Camus au travers d’actions et d’organisation d’évènements artistiques ou éducatifs.
En 2015, Camus est le 23e personnage le plus célébré au fronton des 67 000 établissements publics français : 175 écoles, collèges et lycées portent son nom. Depuis 2018, un lycée du Caire porte le nom d'Albert Camus.
Depuis le 15 novembre 2000, les archives de l'auteur sont déposées à la bibliothèque Méjanes, dans la Cité du livre à Aix-en-Provence, dont le Centre Albert Camus assure la gestion et la valorisation,.
Le 19 novembre 2009, Le Monde affirme que Nicolas Sarkozy envisage de faire transférer les restes d'Albert Camus au Panthéon. Dès le lendemain, son fils, Jean Camus, s'oppose à ce transfert, jugeant celui-ci en contradiction avec la pensée de son père. Sa fille, Catherine Camus, s'y montre tout d'abord très favorable après un premier entretien avec le Président de la République, avant de se rétracter après la polémique suscitée par cette affaire,,,,.

### Dans la culture populaire et la pensée contemporaine
Son approche philosophique de l'absurde et de la révolte fait de Camus un penseur profondément moderne et pertinent, dont les idées continuent de résonner dans un monde en quête de sens. Reconnue à l’étranger dans le monde anglophone,, hispanophone ou encore nippon, son œuvre reflète profondément sur la condition humaine, la liberté et la responsabilité individuelle, notamment ses réflexions sur le meurtre, le suicide et le totalitarisme. Son influence sur la philosophie, la politique et l'art en fait une figure intellectuelle essentielle dont l'héritage perdure ; revendiqué par tous, de la Droite à la Gauche en passant par les médias et les programmes scolaires.
Le philosophe a servi d'inspiration pour le Chevalier d'Or du Verseau : Camus, dans le manga Les Chevaliers du Zodiaque. Le groupe de heavy metal Avenged Sevenfold a affirmé que leur album Life Is But A Dream… était inspiré de son œuvre. Dans l'épisode 6 de la saison 7 de la série Brooklyn Nine-Nine, le capitaine-adjoint Terry Jeffords parle brièvement de Camus au capitaine Ray Holt. Dans The Expandables, Sylvester Stallone fait dire à Tool (Mickey Rourke), ancien soldat américain et mercenaire, qu'il a perdu ce qui lui restait de son âme le jour où il n'a pas sauvé une femme dont il savait qu'elle allait sauter d'un pont, ce qui est exactement l'histoire de La Chute.

### Critiques
Ce « consensus massif » sur Camus trouble plusieurs écrivains, notamment Jean-Jacques Brochier dans le pamphlet Camus, philosophe pour classes terminales (1970), et plus récemment l'universitaire nord-carolinien Olivier Gloag, dans l'essai Oublier Camus (2023),, qui affirme que l'œuvre de Camus n’échappe pas à la mentalité coloniale de son temps, argument que des anticolonialistes lui avaient déjà appliqués. Dans Culture et impérialisme (2000) par exemple, comme dans l'article Albert Camus, ou l’inconscient colonial du Monde diplomatique, l'intellectuel postcolonial Edward Saïd affirme que son œuvre n’est que transfiguration métropolitaine du dilemme colonial et que cet enfant de Belcourt — comparé dans cet ouvrage à Joseph Conrad, Rudyard Kipling, Giuseppe Verdi, Charles Dickens, Honoré de Balzac ou encore Lawrence d’Arabie — est l’archétype du colon écrivant pour un public français : « le style dépouillé de Camus et sa sobre description des situations sociales dissimulent des contradictions d’une complexité redoutable, et qui deviennent insolubles si, comme tant de ses critiques, on fait de sa fidélité à l’Algérie française une parabole de la condition humaine ». Jean-Jacques Brochier et Edward Saïd étaient tous les deux des admirateurs de Jean-Paul Sartre, et Olivier Gloag en est un spécialiste.
Ce dernier, dans Oublier Camus, un ouvrage que Le Monde décrit comme « un essai à charge », critique les paradoxes perçus dans l'œuvre de l'écrivain. Il souligne « son humanisme aussi vague qu’ostentatoire » et « une France qui tient à faire oublier son passé colonial ». Gloag affirme que son « engagement envers l'universalisme reflète les mêmes défauts que ceux présents dans un républicanisme dogmatique ». Bien qu'il ait exprimé son indignation précoce face à la misère des colonisés, Camus aurait toujours rejeté l'idée de l'indépendance de l'Algérie. Olivier Gloag avance « la partialité de ses condamnations de la violence, minimisées lorsqu'elle émane de la puissance coloniale », et souligne la constante invisibilisation des Algériens dans son œuvre, comme dans La Peste, qui se déroule à Oran mais omet toute présence arabe. Le dernier chapitre parle des « hésitations » de Camus face à la peine de mort et met en lumière, selon son auteur, une autre lacune dans sa postérité : sa « misogynie flagrante ».

## Œuvres
- Révolte dans les Asturies (1936), essai de création collective
- L'Envers et l'Endroit (1937), essais
- Noces (1939), recueil de quatre essais (Noces à Tipasa, Le vent à Djémila, L'été à Alger, Le désert)
- Le Mythe de Sisyphe (1942), essai sur l'absurde
- L'Étranger (1942), roman
- Lettres à un ami allemand, chroniques initialement parues dans Combat, puis à Paris, Gallimard, 1945, puis 1948 pour la préface à l'édition italienne
- La Peste (1947), roman (Prix des Critiques en 1948)
- Actuelles I, Chroniques 1944-1948 (1950)
- L'Homme révolté (1951), essai
- Actuelles II, Chroniques 1948-1953 (1953)
- L'Été (1954), recueil de huit essais écrits entre 1939 et 1953 (Le minotaure ou la halte d'Oran, Les amandiers, Prométhée aux Enfers, Petit guide pour des villes sans passé, L'exil d'Hélène, L'énigme, Retour à Tipasa, La mer au plus près)
- La Chute (1956), roman
- L'Exil et le Royaume (Gallimard, 1957), nouvelles (La Femme adultère, Le Renégat, Les Muets, L'Hôte, Jonas, La Pierre qui pousse)
- Réflexions sur la peine capitale (1957), essais en collaboration avec Arthur Koestler et Jean Bloch-Michel, Réflexions sur la guillotine de Camus
- Actuelles III, Chroniques algériennes, 1939-1958 (1958)
- Actuelles IV, Face au tragique de l’histoire, édition de Catherine Camus et Vincent Duclert, Coll. Blanche, Gallimard, novembre 2024, présentation éditeur - Actuelles IV d'Albert Camus, un recueil pour aujourd'hui

### Théâtre
- Caligula (première version en 1938), pièce en 4 actes
- Le Malentendu (1944), pièce en 3 actes
- L'État de siège (1948), spectacle en 3 parties
- Les Justes (1949), pièce en 5 actes

### Adaptations théâtrales
- 1944 : Animation de la lecture chez Michel Leiris de Le Désir attrapé par la queue de Pablo Picasso[137]
- 1953 : Les Esprits de Pierre de Larivey, comédie en trois actes, adaptation et mise en scène Albert Camus, Festival d'Angers, éditions Gallimard
- 1953 : La Dévotion de la croix de Pedro Calderón de la Barca, pièce en trois 'journées', mise en scène Marcel Herrand, Festival d'Angers, éditions Gallimard
- 1955 : Un cas intéressant de Dino Buzzati, pièce en deux parties et onze tableaux adaptée par Albert Camus, mise en scène Georges Vitaly, Théâtre La Bruyère, éditions l'Avant Scène
- 1956 : Requiem pour une nonne de William Faulkner, pièce en deux parties et sept tableaux, adaptation et mise en scène Albert Camus, Théâtre des Mathurins, éditions Le Manteau d'Arlequin
- 1957 : Le Chevalier d'Olmedo, comédie dramatique en trois journées de Lope de Vega, traduction et adaptation d'Albert Camus, éditions Gallimard, adaptation et mise en scène Albert Camus, Festival d'Angers
- 1959 : Les Possédés[138], pièce en trois parties adaptée et mise en scène par Albert Camus du roman de Fiodor Dostoïevski, Théâtre Antoine, éditions Le Manteau d'Arlequin[139].

### Préfaces
- Chamfort, Maximes et pensées : caractères et anecdotes, Incidences, 1944 ; réédition, Paris, Gallimard, 1982, coll. « Folio Classique »  (ISBN 2070373568).
- André Salvet, Le Combat silencieux, Éditions Portulan, 1945
- Albert Camus, W. H. Auden, Georges Bataille, Maurice Blanchot, André Camp, Jean Camp, Jean Cassou, Robert Davée, Max-Pol Fouchet, Roger Grenier, Federico García Lorca, Ernest Hemingway, François Piétri, José Quero Morales, Albert Ollivier, L'Espagne libre, Paris, Calmann-Lévy, 1946, coll BnF 8-Z-29748
- Pierre-Eugène Clairin, Dix estampes originales, présentation de Camus sur le thème de l'art et la révolte, Paris, Rombaldi, 1946
- René Leynaud, Poésies posthumes, Paris, Gallimard, 1947
- Louis Guilloux
  - La Maison du peuple, publication originale Grasset 1927, réédition Les Cahiers rouges Grasset avec préface d'Albert Camus, suivi de Compagnons 1953
- Albert Memmi, La statue de sel, Éditions Corrêa, 1953
- Jacques Méry, Laissez passer mon peuple, Paris, Le Seuil, 1947
- Jeanne Héon-Canonne
  - Devant la mort, (souvenirs de résistance), juin 1951
  - Les hommes blessés à mort crient, Éditions Regard & Voir, Paris, 2014, lettre préface d'Albert Camus, publication posthume
- Daniel Mauroc, Contre-amour, Éditions de Minuit, 1952
- Louis Guilloux, La Maison du peuple (1927), Caliban 1948; Paris, Grasset, 1953
- Alfred Rosmer, Moscou sous Lénine - Les origines du communisme, Paris, Horay, 1953
- William Faulkner, Requiem pour une nonne, Nrf Gallimard, 1957
- Jean Grenier, Les Îles, paru en 1933, préface d'Albert Camus, réédition, Gallimard, 1959
- Oscar Wilde, La Ballade de la geôle de Reading, préface d'Albert Camus L'Artiste en prison, 1952 ; réédition Paris, Le Livre de Poche, 1973
- Herman Melville, préface d'Albert Camus, première publication dans Les Écrivains célébrés, t. III, édition par Raymond Queneau chez Mazenod, 1952
- Konrad Bieber, L'Allemagne vue par les écrivains de la résistance française, préface d'Albert Camus « Le refus de la haine », rééditée in revue Témoins, 1955
- Œuvres complètes de Roger Martin du Gard dans la bibliothèque de la Pléiade avec une préface d'Albert Camus (1955)
- René Char, Poèmes, préface d'Albert Camus à l'édition allemande, « Une poésie d'amour et de révolte »

### Divers
- « Métaphysique chrétienne et Néoplatonisme », mémoire de fin d'études, 1936
- « Le témoin de la liberté », Albert Camus, allocution publiée in revue La Gauche, décembre 1948
- La Dernière Fleur, de James Thurber, traduction d'Albert Camus, Paris, Gallimard, 1952
- Désert vivant, album de Walt Disney contenant un texte d'Albert Camus, Paris, Société française du livre, 1954
- Pluies de New York, impression de voyage, Paris, Gallimard, 1965
- « Discours de Suède », Paris, Gallimard, 1958 ; réédition, Paris, Gallimard, 1997  (ISBN 2-07-040121-9)
- Albert Camus, écrits libertaires (1948-1960) rassemblés et présentés par Lou Marin, Indigène éditions, 2013  (ISBN 979-10-90354-37-1)

## Parutions posthumes
- Le Premier Homme, roman autobiographique inachevé d'Albert Camus, publié par sa fille en 1994 aux éditions Gallimard.
- La Postérité du soleil, photographies de Henriette Grindat. Itinéraires par René Char, Genève, Edwin Engelberts, 1965, ASIN B0014Y17RG; rééditions : Vevey, L'Aire, 1986 ; Paris, Gallimard, 2009.
- Carnets I, mai 1935-février 1942, Paris, Gallimard, 1962.
- Carnets II, janvier 1942-mars 1951, Paris, Gallimard, 1964.
- Carnets III, mars 1951-décembre 1959, Paris, Gallimard, 1989.
- Journaux de voyage, texte établi, présenté et annoté par Roger Quilliot, Paris, Gallimard, 1978.
- Les Cahiers Albert Camus, Paris, Gallimard, coll. « Blanche » et « Folio » pour tomes I et VII.
  - Tome I : La Mort heureuse (1971), roman  (ISBN 2070185567)
  - Tome II : Paul Viallaneix, Le premier Camus suivi de Écrits de jeunesse d'Albert Camus
  - Tome III : Fragments d'un combat (1938-1940) -articles d'Alger-Républicain, mars 1978,  (ISBN 2-07-029949-X)[n 9]
  - Tome IV : Caligula, version de 1941, théâtre, La poétique du premier Caligula, Albert Camus et A. James Arnold, juin 1984, 189 pages,  (ISBN 2070701832)
  - Tome V : Albert Camus, œuvre fermée, œuvre ouverte ?, actes du colloque de Cerisy, Raymond Gay-Crosier et Jacqueline Lévi-Valensi, juin 1982, Gallimard, février 1985, 386 pages,  (ISBN 2233001508), Présentation
  - Tome VI : Albert Camus éditorialiste à L'Express (mai 1955-février 1958), Albert Camus et Paul-F. Smets, septembre 1987,  (ISBN 2070708993)
  - Tome VII : Le Premier Homme (Éditions Gallimard, 1994 ; publié par sa fille), roman inachevé ;  (ISBN 9780783816012)
  - Tome VIII : Camus à Combat, éditoriaux et articles d'Albert Camus (1944-1947), Jacqueline Lévi-Valensi, éditions Gallimard, 2003, 745 pages,  (ISBN 9782070759422), Présentation
- Les Quatre Commandements du journaliste libre, manifeste censuré en 1939, publié pour la première fois par le quotidien Le Monde le 17 mars 2012, après avoir été retrouvé par Macha Séry aux Archives d'Outre-mer à Aix-en-Provence.
- L'Impromptu des philosophes (1947), pièce en un acte signée du pseudonyme d’Antoine Bailly (publiée dans Albert Camus, Œuvres complètes : Tome II (1944 - 1948), Éditions Gallimard, 2006, 1390 p. (ISBN 9782070117031)).
- Le Soir républicain, 25 novembre 1939, Éditions La guêpine, 2017, texte dans lequel l'auteur définit les règles d'un journalisme indépendant,  (ISBN 978-2-9544894-6-9).
- D’un intellectuel résistant[140], 1943, publié en annexe de l’ouvrage de Vincent Duclert, Camus, des pays de liberté, Stock, 2020  (ISBN 978-2234086425).

### Correspondances
- Albert Camus - Jean Grenier, Correspondance 1932-1960, notes de Marguerite Dobrenn, Paris, Gallimard, 1981  (ISBN 9782070231751 et 2-07-023175-5)
- Albert Camus - Pascal Pia, Correspondance, 1939-1947, présentation et notes d'Yves-Marc Ajchenbaum, Paris, Fayard/Gallimard, 2000
- Albert Camus - Jean Grenier, Louis Guilloux : écriture autobiographique et carnets, Actes des Rencontres méditerranéennes, 2001, Château de Lourmarin, Éditions Folle Avoine, 2003
- Albert Camus - Jean Sénac, Hamid Nacer-Khodja, Albert Camus-Jean Sénac ou le fils rebelle, Paris Méditerranée-Edif, 2000, 2004  (ISBN 978-2-84272-206-7)
- Albert Camus - René Char, Correspondance 1946-1959, présentation et notes de Franck Planeille, Paris, Gallimard, 2007  (ISBN 978-2070783311)
- Albert Camus - Michel Vinaver, S'engager ? Correspondance 1946-1957, Paris, L'Arche, 2012  (ISBN 978-2851817754)
- Albert Camus - Francis Ponge, Correspondance 1941-1957, édition établie, présentée et annotée par Jean-Marie Gleize, Paris, Gallimard, 2013
- Albert Camus - Louis Guilloux, Correspondance 1945-1959, Paris, Gallimard, 2013  (ISBN 978-2070139262)
- Albert Camus - Roger Martin du Gard, Correspondance (1944-1958), Paris, Gallimard, 2013  (ISBN 978-2070139255)
- Albert Camus - André Malraux, Correspondance (1941-1959) et autres textes, Paris, Gallimard, 2016  (ISBN 978-2070146901)
- Albert Camus - Maria Casarès, Correspondance inédite (1944-1959) (préf. Catherine Camus), Paris, Gallimard - Édition de Béatrice Vaillant, coll. « Blanche », 9 novembre 2017, 1312 p. (ISBN 9782072746161)
- Albert Camus - Nicola Chiaromonte, Correspondance 1945-1959, Paris, Gallimard, 2019  (ISBN 978-2072746642)
- Albert Camus, Louis Bénisti, Albert Camus, correspondance avec ses amis Bénisti, 1934-1958, Bleu autour, 2019  (ISBN 978-2-35848-125-0)
- Albert Camus, Victoria Ocampo, Correspondencia (1946-1959), Sudamericana, 2019  (ISBN 978-9500763202)

### Adaptations de ses œuvres

#### Au cinéma
- 1967 : L'Étranger (Lo straniero) : adapté au cinéma par Luchino Visconti.
- 1992 : La Peste, adaptation du réalisateur argentin Luis Puenzo, avec William Hurt.
- 2012 : Le Premier Homme adapté au cinéma sous le même titre par Gianni Amelio.
- 2014 : L'Hôte, adapté au cinéma sous le titre Loin des hommes par David Oelhoffen avec Viggo Mortensen.

#### En musique
- Killing an Arab par le groupe The Cure : l'interprète et compositeur Robert Smith, a déclaré que la chanson est une courte tentative poétique de résumer des moments clés du roman L'Étranger d'Albert Camus. Les paroles relatent le meurtre d'un Arabe sur une plage alors que le narrateur (et auteur du crime) est aveuglé par le soleil et le couteau que brandit son opposant.
- Le groupe Tuxedomoon s'inspire de L'Étranger pour écrire la chanson The Stranger en 1979.
- The Fall, groupe de post-punk britannique, se baptise ainsi d'après le roman La Chute d'Albert Camus que le bassiste Tony Friel lisait au moment de la création du groupe en 1976.
- Créée en 2008 et en tournée jusqu'en 2014, la performance musicale Albert Camus lit l’Étranger Remix (Hélice Productions), conçue par Pierre de Mûelenaere, avec Pierre de Mûelenaere et Orchid Bite Visuals. Le spectacle reprend les enregistrements originaux de Camus lisant des extraits de ce roman en 1954, mixés en direct avec des musiques électroniques, et illustrés par des images sur écran géant. Cette performance a été jouée dans sept pays[141].
- Dans l'album Acid Mist Tomorrow du groupe de métal français Hypno5e, des extraits audio de L'Étranger sont incorporés à certaines chansons.
- La chanson S'il suffisait d'aimer interprétée par Céline Dion et écrite par Jean-Jacques Goldman est inspirée d'une phrase d’Albert Camus : S'il suffisait d'aimer, les choses seraient trop simples[142].
- En 2022, Serge Lama lui consacre une chanson, Camus, dans son album Aimer.

#### En bandes dessinées
- L'Hôte (nouvelle extraite du recueil L'Exil et le Royaume), illustré par Jacques Ferrandez (Éditions Gallimard Jeunesse), 2009  (ISBN 2-07-062870-1)
- L'Étranger :
  - adapté par Juan Carlos Kreimer, illustré par Julián Aron, en espagnol, sous le titre El Extranjero (Ediciones de la Flor), 2011  (ISBN 9789505150441) : texte adapté.
  - illustré par José Munoz (Éditions Futuropolis), 2012  (ISBN 9782754807685) : texte originel intégral illustré.
  - illustré par Jacques Ferrandez (Éditions Gallimard BD), 2013  (ISBN 9782070645183) : texte adapté.
- Le Premier Homme :
  - illustré par José Munoz (Éditions Futuropolis), 2013  (ISBN 9782754809788)
  - illustré par Jacques Ferrandez (Éditions Gallimard BD), 2017  (ISBN 9782075074155) : texte adapté.

#### Inspiration littéraire
En 1975, le régisseur et acteur Nicou Nitai a traduit et adapté pour un one man show La Chute, qui a été jouée sur les scènes du Théâtre de la Simta et Théâtre Karov à Tel Aviv, plus de 3 000 fois.
L'Étranger inspire Kamel Daoud avec son roman Meursault, contre-enquête, proposant le point de vue du frère de « l'Arabe », tué par Meursault. Selon son premier éditeur, Kamel Daoud « confond délibérément Meursault et Camus. […] Par endroits, il détourne subtilement des passages de L’Étranger ». L'ouvrage obtient en 2014 le prix François-Mauriac, et le prix des cinq continents de la francophonie. L'année suivante, il remporte le prix Goncourt du premier roman 2015.
En février 2015 est publié aux éditions Allary le roman La Joie, de Charles Pépin, où selon la critique du Figaro « l'auteur et philosophe emprunte à Albert Camus, puisqu'il s'inspire du célèbre récit du Prix Nobel de littérature L'Étranger. C'est la même histoire, mais Pépin l'a inscrite dans les années 2000 ». Celle du magazine L'Express le mentionne également : « Un roman dont le héros rappelle le Meursault de Camus. ».